# سانتا ماریا دا فیرا (شهر)
یکی از شهرهای کشور پرتغال است.